# Mull of Galloway
Mull of Galloway, situé dans le Wigtownshire, est le point le plus au sud de l'Écosse.
On y trouve un phare de 26 m de haut construit en 1928, dont le sommet est à 99 m au-dessus du niveau de la mer.

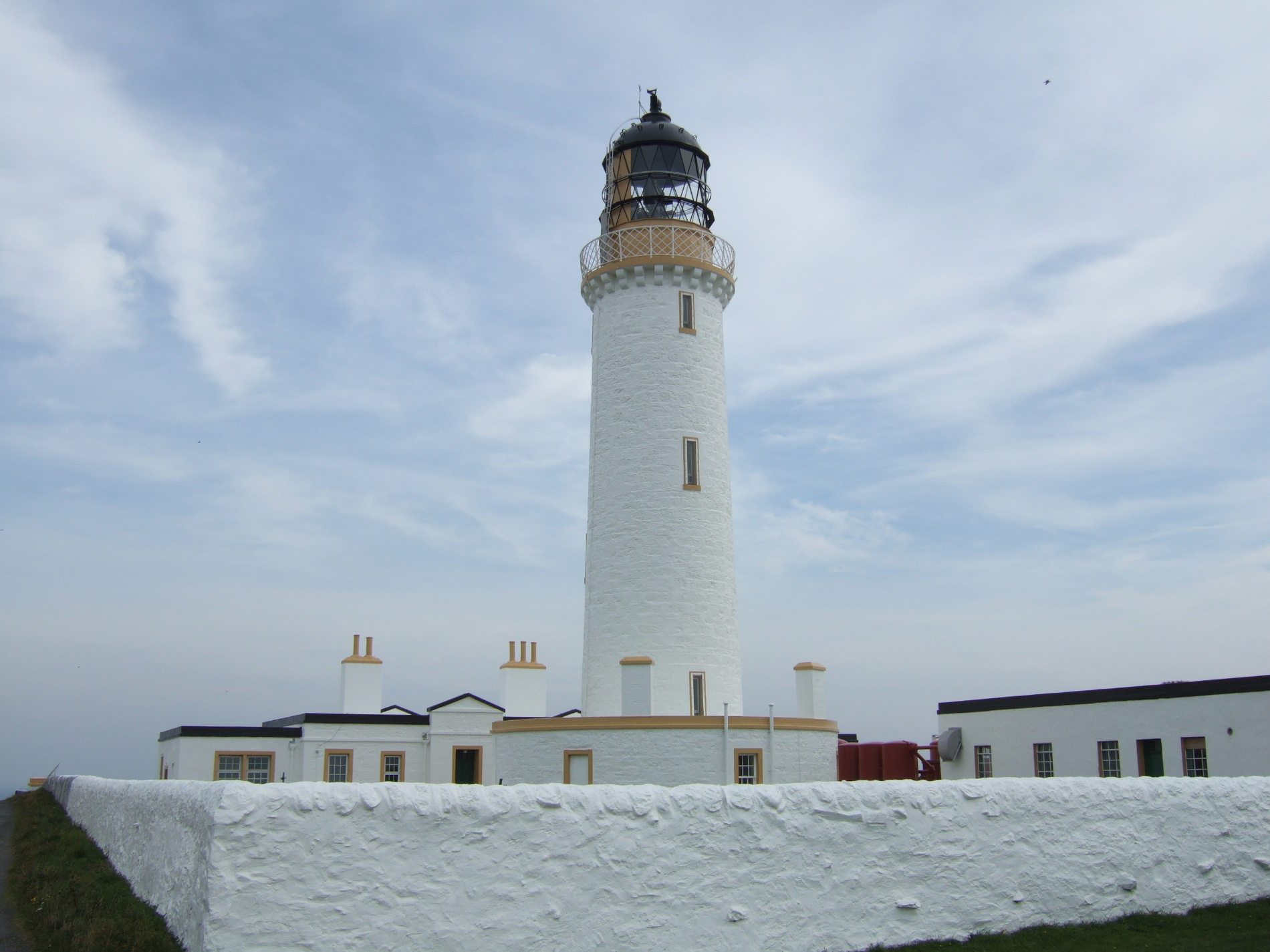
Le phare du Mull of Galloway